# Petite Sœur (Seychelles)
Pour les articles homonymes, voir Petite sœur (homonymie).
Petite Sœur, aussi appelée West Sister, est une île appartenant aux îles Intérieures de l'archipel des Seychelles, située au nord de La Digue. 
Formant, avec Grande Sœur, les Îles Sœurs, elle est située à proximité de Félicité et Marianne.